# Varjão
Varjão is een gemeente in de Braziliaanse deelstaat Goiás. De gemeente telt 3.806 inwoners (schatting 2009).